# Аутло (фильм)
«Аутло́» — российский художественный фильм 2019 года режиссёра Ксении Ратушной в жанре квир-драмы. Главные роли в нём сыграли Виктор Тарасенко, Елизавета Кашинцева, Евгений Шварцман, Глеб Калюжный. Картина стала скандальной, вышла только в ограниченный прокат, а в 2023 году прокатное удостоверение было отозвано.

## Сюжет
События разворачиваются в Москве в двух временных периодах. Игорь Владиславович — ничем не примечательный школьный учитель, который в середине 1980-х годов был танцовщицей по имени Нина. В то время между Ниной и могущественным генералом развивается страстный роман, которому суждено стать причиной грандиозного скандала. В современной столице скованный старшеклассник Никита, обнаруживший в себе гомосексуальность, влюбляется в самого популярного ученика школы — Альфача. Однако очень скоро подросток выясняет, что за внимание возлюбленного ему предстоит бороться с Аутло, нестандартной и дерзкой школьницей.

## В ролях
- Виктор Тарасенко — Никита
- Елизавета Кашинцева — Аутло
- Евгений Шварцман — Нина
- Глеб Калюжный — Альфач
- Сергей Епишев — Игорь Владиславович
- Виталий Кудрявцев — советский генерал
- Владимир Канухин — Гот

## Создание и оценки
Автором сценария и режиссёром фильма стала в 2017 году Ксения Ратушная, владелица одного из московских пиар-агентств, до этого не работавшая в кинобизнесе. В 2018 году в Москве и Подмосковье прошли съёмки, осенью 2019 года состоялась премьера на таллинском фестивале «Тёмные ночи» (Tallinn Black Nights Film Festival. Позже картина была показана на фестивале в Санта-Барбаре (США), а российская премьера произошла на фестивале «Дух огня» в Ханты-Мансийске в марте 2020 года. Перед этим Ратушная оформила прокатное удостоверение; тем не менее прокуратура провела в связи с показом проверку, и исполнительный директор фестиваля был оштрафован на 50 тысяч рублей за «пропаганду нетрадиционных сексуальных отношений среди несовершеннолетних».
Осенью 2020 года фильм вышел в прокат (до этого кинопрокатчики несколько раз отменяли премьеру в последний момент). Его начали показывать всего десять российских кинотеатров — шесть в Москве, четыре в Санкт-Петербурге. «Аутло» стала одним из самых скандальных российских фильмов года. 27 июня 2023 года прокатное удостоверение фильма было отозвано департаментом кинематографии и цифрового развития Минкульта РФ.
Фильм изначально позиционировался как ЛГБТ-драма, но некоторые ЛГБТ-активисты раскритиковали его за неоправданную эксплуатацию этой темы. Антон Долин отозвался об «Аутло» так: «Нормальный молодежный фильм, умеренно провокационный, с несколькими эротическими сценами и репрезентацией, скажем так, различных сексуальных практик, включая те, которые в России принято называть нетрадиционными. При этом ничего выходящего за рамки фестивального кино, как правило, без проблем попадающего в российский прокат, там нет в помине».